# Justin Prentice
Justin Wright Prentice (Nashville; 25 de marzo de 1994) es un actor estadounidense conocido por interpretar a Bryce Walker en Por trece razones.
Prentice también es conocido por interpretar a Cash Gallagher en la sitcom de ABC Malibu Country. En 2017, además aparecerá en la serie de Preacher de AMC.

## Filmografía

### Cine
| Año  | Título   | Rol                | Notas                      |
| ---- | -------- | ------------------ | -------------------------- |
| 2011 | Terri    | Sucio Jack         |                            |
| 2021 | Far More | Rick (adolescente) | Elenco principal, película |

### Televisión
| Año       | Título                       | Rol                     | Notas                                                 |
| --------- | ---------------------------- | ----------------------- | ----------------------------------------------------- |
| 2010      | Criminal Minds               | Ryan Krouse             | 1 episodio                                            |
| 2010      | Melissa & Joey               | Brett                   | 1 episodio                                            |
| 2010      | The Middle                   | Adolescente             | 1 episodio                                            |
| 2011      | Victorious                   | Hijo de Ariel           | 1 episodio                                            |
| 2011      | iCarly                       | Brad                    | 2 episodios                                           |
| 2011      | Suburgatory                  | Joey                    | 1 episode                                             |
| 2012      | Marvin Marvin                | Cliff Drill             | 1 episodio                                            |
| 2012—2013 | Malibu Country               | Cash Gallagher          | Elenco principal                                      |
| 2013      | The Legend of Korra          | Jaya (voz)              | 2 episodios                                           |
| 2014      | NCIS                         | Navy Ensign Michael Fox | 2 episodios                                           |
| 2015      | Glee                         | Darrell                 | 2 episodios                                           |
| 2015      | NCIS: New Orleans            | Young Cade              | 1 episodio                                            |
| 2015      | Castle                       | Scott Powell            | 1 episodio                                            |
| 2015      | The Mindy Project            | Eric                    | 1 episodio                                            |
| 2015      | CSI: Cyber                   | Carter Harris           | 1 episodio                                            |
| 2015—2016 | iZombie                      | Brody Johnson           | 2 episodios                                           |
| 2016      | Awkward                      | Patrick                 | 5 episodios                                           |
| 2016      | Those Who Can't              | Bryce                   | 4 episodios                                           |
| 2017—2020 | 13 Reasons Why               | Bryce Walker            | Elenco principal (temporada 1-4), serie de TV Netflix |
| 2017      | Preacher                     | Tyler                   | invitado 3 episodios                                  |
| 2022      | True Story with Ed & Randall | John                    | invitado 1 episodio, serie de TV Peacock              |